# Макнэлли, Кэти
Кэ́ти Макнэ́лли (англ. Caty McNally; родилась 20 ноября 2001 года в Цинциннати, США) — американская теннисистка; финалистка двух турниров Большого шлема в парном разряде (Открытый чемпионат США-2021, -2022); победительница восьми турниров WTA в парном разряде; победительница двух юниорских турниров Большого шлема в парном разряде (Открытый чемпионат Франции-2018, Открытый чемпионат США-2018); финалистка трёх юниорских турниров Большого шлема в парном разряде (Уимблдон-2016, -2017, -2018).

## Биография
Макнэлли родилась в Мадейре, пригороде Цинциннати, штат Огайо, в семье Джона Макнэлли и Линн Наборс-Макнэлли. Её мать не особо долго, но была профессиональным теннисистом, которой в одно время удалось пробиться в топ-250 парного разряда. Ее старший брат Джон также является профессиональным теннисистом и был на высоких позициях по юниорам. Обоих тренирует их мать — Линн.

## Спортивная карьера

### Юниорская карьера
Макнэлли выходила в финал на Уимблдонском юниорском парном турнире в 2016, 2017 и 2018 годах. Она выиграла свой первый юниорский титул Большого шлема на Открытом чемпионате Франции 2018 года в парном разряде в возрасте 16 лет, совместно с Игой Свёнтек. На том же турнире она дошла до финала женского одиночного разряда, где уступила Коко Гауфф. В сентябре 2018 года она стала партнершей Гауфф и они выиграли парный титул среди девушек на Открытом чемпионате США.

### 2017—2018
Макнэлли дебютировала в основной сетке турнира WTA на Western & Southern Open 2017 года в парном разряде, вместе с Алекса Глатч.

### 2019
В феврале 2019 года Макнэлли выиграла Dow Tennis Classic. Позже в том же месяце она вышла в третий раунд челленджера в Индиан-Уэллсе, проиграв будущему победителю Виктории Голубич. Через неделю после этого она квалифицировалась на BNP Paribas Open, также в Индиан-Уэллсе, обыграв в квалификации Кристину Плишкову и Тимею Бачински. Она получила «уайлд-кард» на Открытый чемпионат Майами, где ее снова обыграла Кори Гауфф. В июле она квалифицировалась в основную сетку на свой первый турнир Большого Шлема — Уимблдон.
В конце июля и начале августа Макнэлли одержала свои первые победы в одиночном разряде WTA и смогла пробиться в полуфинал на Открытом чемпионате Вашингтона, обыграв Чжу Линь, Кристину Макхейл и четвертую сеянную Се-Шувей. Параллельно, она и Кори Гауфф выиграли парный турнир, победив в полуфинале третьих сеяных Мию Като и Анну Калинскую, а в финале четвертых сеяных Марию Санчес и Фанни Штоллар. Кэти получила «уайлд-кард» на свой домашний турнир, Cincinnati Masters, где она сыграла свой первый раунд на центральном корте, но проиграла Элизе Мертенс. Она объединилась в пару с Элисон Риск на этот турнир в парном разряде. Пара дошла до четвертьфинала, обыграв четвертых сеяных Ифань Сюй и Габриэлу Дабровски в матче второго круга, исход которого решился на тай брейке и закончился со счётом 17-15. Это стал второй по продолжительности тай-брейк в женском парном матче в истории.
Первая победа Макнэлли в турнире Большого Шлема пришлась на Открытый чемпионат США, где она победила Тимею Бачински в первом раунде. В матче второго раунда Кэти взяла первый сет у шестикратной чемпионки турнира Серены Уильямс, прежде чем проиграть в трех сетах упорнейшего матча. Макнэлли и Гауфф, получившие прозвище «МакКоко», вышли в третий раунд парного турнира, победив девятых сеяных Николь Мелихар и Квету Пешке во втором раунде на переполненном стадионе Луи Армстронга, но сильно проиграв Эшли Барти и Виктории Азаренко в третьем. Этот успех привел Макнэлли в топ-100 в парном рейтинге и немного за пределами топ-100 в одиночном рейтинге.
Она снова стала партнером Гауфф на Открытом чемпионате Линца, где они дошли до полуфинала. Проиграли они паре Барбара Хаас/Ксения Кнолль. На следующей неделе в Люксембурге Макнэлли проиграла в первом раунде одиночного разряда Елене Остапенко, но прошла в финал парного разряда с Гауфф, обыграв Мисаки Дои и Макото Ниномию, 4 сеяных Анну Блинкову и Мию Като, а также первых сеяных Кристину Плишкову и Ренату Ворачову. Они победили вторых сеяных Кейтлин Кристиан и Алекса Гуарачи в финале и завоевали свой второй титул WTA, с разницей побед и поражений, играя вместе, 12-2.

## Итоговое место в рейтинге WTA по годам
| Год  | Одиночный рейтинг | Парный рейтинг |
| 2023 | 144               | 124            |
| 2022 | 94                | 21             |
| 2021 | 139               | 20             |
| 2020 | 121               | 42             |
| 2019 | 118               | 72             |
| 2018 | 682               | 319            |
| 2017 | 724               | 1 048          |

## Выступления на турнирах

### Финалы турниров Большого шлема в парном разряде (2)

#### Поражения (2)
| №  | Дата | Турнир                     | Покрытие | Партнёрша       | Соперницы в финале                   | Счёт        |
| 1. | 2021 | Открытый чемпионат США     | Хард     | Кори Гауфф      | Саманта Стосур Чжан Шуай             | 3-6 6-3 3-6 |
| 2. | 2022 | Открытый чемпионат США (2) | Хард     | Тейлор Таунсенд | Барбора Крейчикова Катерина Синякова | 6-3 5-7 1-6 |

### Финалы турнировWTAв парном разряде (11)

#### Победы (8)
| Легенда:                                   |
| ------------------------------------------ |
| Турниры Большого шлема (0)*                |
| Олимпиада (0)                              |
| Итоговый турнир WTA (0)                    |
| Premier Mandatory / WTA 1000 Mandatory (0) |
| Premier 5 / WTA 1000 (0)                   |
| Premier / WTA 500 (0+2)                    |
| International / WTA 250 (0+6)              |

| Титулы по покрытиям | Титулы по месту проведения матчей турнира |
| ------------------- | ----------------------------------------- |
| Хард (0+6)*         | Зал (0+4)                                 |
| Грунт (0+2)         | Зал (0+4)                                 |
| Трава (0)           | Открытый воздух (0+4)                     |
| Ковёр (0)           | Открытый воздух (0+4)                     |

* количество побед в одиночном разряде + количество побед в парном разряде.
| №  | Дата            | Турнир                  | Покрытие   | Партнёрша      | Соперницы в финале              | Счёт              |
| 1. | 4 августа 2019  | Вашингтон, США          | Хард       | Кори Гауфф     | Мария Санчес Фанни Штоллар      | 6-2 6-2           |
| 2. | 19 октября 2019 | Люксембург              | Хард (зал) | Кори Гауфф     | Алекса Гуарачи Кэйтлин Кристиан | 6-2 6-2           |
| 3. | 18 апреля 2021  | Чарлстон, США           | Грунт      | Хейли Баптист  | Эллен Перес Сторм Сандерс       | 6-7(4) 6-4 [10-6] |
| 4. | 22 мая 2021     | Парма, Италия           | Грунт      | Кори Гауфф     | Андрея Клепач Дарья Юрак        | 6-3 6-2           |
| 5. | 13 февраля 2022 | Санкт-Петербург, Россия | Хард (зал) | Анна Калинская | Алиция Росольская Эрин Рутлифф  | 6-3 6-7(5) [10-4] |
| 6. | 9 октября 2022  | Острава, Чехия          | Хард (зал) | Алисия Паркс   | Алиция Росольская Эрин Рутлифф  | 6-3 6-2           |
| 7. | 26 февраля 2023 | Мерида, Мексика         | Хард       | Диана Парри    | Ван Синьюй У Фансянь            | 6-0 7-5           |
| 8. | 11 февраля 2024 | Клуж-Напока, Румыния    | Хард (зал) | Эйжа Мухаммад  | Хэрриет Дарт Тереза Мигаликова  | 6-3 6-4           |

#### Поражения (3)
| №  | Дата             | Турнир                     | Покрытие | Партнёрша       | Соперницы в финале                   | Счёт            |
| 1. | 12 сентября 2021 | Открытый чемпионат США     | Хард     | Кори Гауфф      | Саманта Стосур Чжан Шуай             | 3-6 6-3 3-6     |
| 2. | 7 августа 2022   | Вашингтон, США             | Хард     | Анна Калинская  | Джессика Пегула Эрин Рутлифф         | 3-6 7-5 [10-12] |
| 3. | 11 сентября 2022 | Открытый чемпионат США (2) | Хард     | Тейлор Таунсенд | Барбора Крейчикова Катерина Синякова | 6-3 5-7 1-6     |